# Три хиляди години копнеж
„Три хиляди години копнеж“ (на английски: Three Thousand Years of Longing) е американско-австралийско фентъзи от 2022 г. на режисьора Джордж Милър. Филмът е адаптация на разказа „The Djinn in the Nightingale's Eye“ на Антония Сюзън Байът. Главните роли се играят от Идрис Елба и Тилда Суинтън.

## Сюжет
Внимание:  Текстът по-долу разкрива сюжета на произведението (или части от него)!
Британската изследователка на истории и митове Алитеа Бини пристига в Истанбул за конференция по наратология. От известен базар в Истанбул тя купува красива стъклена бутилка, в която има джин, който е бил затворен там в продължение на много векове. Джинът моли Алитеа да каже три желания, за да може той да ги изпълни и да получи свободата си. Но заради професията си, Бини е наясно колко коварни могат да бъдат тези магически създания. Затова тя настоява джинът да разкаже как е бил затворен в стъклена бутилка. И той е принуден да започне историята…
Първият път, когато духът е бил в бутилка, е по вина на цар Соломон. Джинът обичал Савската царица, но Соломон, който идвал от далечни страни, успял да очарова кралицата и да я направи своя любима. Тъй като Соломон имал власт над джиновете, той го затворил в медна бутилка, която орел хвърлил в Червено море. Джинът прекарва две хиляди години в това заточение.
Един ден бутилката попада в ръцете на млада робиня на име Гюлтен. Тя била влюбена в принц Мустафа, син на великия султан Сюлейман Великолепни. Гюлтен пожелала да стане негова съпруга и да забременее от принца. Заради дворцови интриги обаче, султанът нарежда смъртта на Мустафа и Гюлтен. Джинът я умолявал да се спаси с третото си желание, но тя отказала и преди да умре, скрила медната бутилка под каменна плоча в банята на двореца. Така започнал вторият затвор за джина.
Този път джинът не бил напълно изолиран от света. Невидим, той летял из двореца, надявайки се да привлече някого на мястото, където е скрита бутилката. Веднъж той почти завел младия принц Мурад до изоставената баня, но не успял. Момчето Мурад израства, става кървавият османски султан Мурад IV, който след смъртта си е заменен от Ибрахим I, брат на Мурад, който полудява. Една от любимите наложници на Ибрахим в харема му, изключително дебелата „Бучка захар“, решава да се изкъпе в старата баня и като се подхлъзва, случайно освобождава джина. Появата на магическото създание силно изплашва дебелата жена и тя нарежда на джина да влезе в бутилката и да се върне на дъното на Червено море. И отново се зареждат дълги години затвор…
За трети път духът се явява при младата Зефир, трета съпруга на възрастен турски търговец. Едно любознателно момиче, полудяло затворено в харем с похотливите желания на стареца, си пожелала да овладее всички знания на света. Джинът ѝ носи книги от цял свят и постепенно Зефир се превръща в най-великия учен, за когото за съжаление никой освен джинът не знае. Но Зефир не иска да спре, тя нарежда на джина да ѝ помогне да разгадае мистерията на физическите закони и тогава влюбеният джин ѝ дава способността да „спи, но в същото време да остане будна и да мисли“, както самите джинове правят. Въпреки взаимната любов, Зефир и джинът често се карат и по време на една кавга Зефир прави третото си желание: „Искам да те забравя!“. Джинът изпълнява това желание и се затваря в стъклена бутилка. В същата бутилка, от която го освобождава Алитеа.
След като изслушва историята на джина, Алитеа решава да си пожелае вечна любов между двамата. Влюбената жена отвежда джина в Лондон, известно време те живеят в любов и хармония, но скоро външният свят започва да разрушава здравето на джина. Естеството на тези магически създания е свързана с електромагнитните вълни, а безкрайните телефони, телевизори и компютри, захранвани с електричество, нахлуват и разбиват крехкия вътрешен свят на Джина. Затова Алитеа пуска джина в неговия свят, но той посещава любимата си от време на време.

## Актьорски състав
| Актьор                                         | Роля                                                 |
| ---------------------------------------------- | ---------------------------------------------------- |
| Тилда Суинтън                                  | Алитеа Бини – жена учен, занимаваща се с наратология |
| Алила Браун                                    | младата Алитеа Бини                                  |
| Идрис Елба                                     | джин                                                 |
| Аамито Лагум                                   | Савска царица                                        |
| Николас Муавад                                 | Соломон                                              |
| Бурджу Гьолгедар                               | Зефир – млада изобретателка                          |
| Едже Юксел                                     | робиня Гюлтен                                        |
| Матео Бочели                                   | Шехзаде Мустафа                                      |
| Лачи Хълме                                     | Сюлейман I                                           |
| Меган Гейл                                     | Хюрем                                                |
| Огълджан Арман Услу (не е посочен в надписите) | Мурад IV                                             |
| Каан Гулдур                                    | младия Мурад                                         |
| Джак Бради                                     | Ибрахим I                                            |
| Уго Вела                                       | младия Ибрахим                                       |
| Пиа Тъндърболт                                 | Езги                                                 |
| Ана Адамс                                      | „Бучка захар“                                        |
| Дейвид Колинс                                  | шеговит разказвач                                    |
| Дани Лим като                                  | разказвач с куче                                     |
| Анджи Трикър                                   | наратолог                                            |
| Антъни Моасет                                  | портиер на хотел                                     |
| Сара Хуболт                                    | обезпокоителен мъж                                   |

## Снимачен процес
Снимките на филма са отложени поради коронавирусната пандемия и започват през ноември 2020 г. в Австралия, след това екипът снима в Турция и Великобритания.
Костюмите са дело на австралийска дизайнерка Ким Барет, позната от филмите „Матрицата“ и „Облакът Атлас“.

## Премиера
Световната премиера на филма е на 20 май 2022 г. на Филмовия фестивал в Кан 2022, като в края на прожекцията получава шестминутни аплаузи. Прожекцията е помрачена от активистка, която се съблича гола и крещи, протестирайки срещу сексуалното насилие на руски войници след руското нападение в Украйна, като впоследствие е отведена от охраната на фестивала.
Филмът е пуснат по кината в САЩ на 31 август 2022 г. от „Метро-Голдуин-Майер“. Два дни по-късно той е пуснат и в България.

## В България
В България филмът излезе по кината на 2 септември 2022 г. в разпространение от „Би Ти Ви Студиос“.
На 21 август 2023 г. филмът е излъчен премиерно по „Би Ти Ви Синема“ с български дублаж, записан в студио VMS. Екипът се състои от:
| Пост                | Име                                                                    |
| ------------------- | ---------------------------------------------------------------------- |
| Озвучаващи артисти  | Татяна Захова Златина Тасева Момчил Степанов Кирил Ивайлов Росен Русев |
| Преводач            | Мариета Златева                                                        |
| Тонрежисьор         | Георги Калудов                                                         |
| Режисьор на дублажа | Веселина Стоилова                                                      |